# Wildwood (Flórida)
Wildwood é uma cidade localizada no estado americano da Flórida, no condado de Sumter. Foi incorporada em 1889.

## Geografia
De acordo com o United States Census Bureau, a cidade tem uma área de 103,5 km², onde 93,1 km² estão cobertos por terra e 10,4 km² por água.

### Localidades na vizinhança
O diagrama seguinte representa as localidades num raio de 16 km ao redor de Wildwood.

## Demografia
Segundo o censo nacional de 2010, a sua população é de 6 709 habitantes e sua densidade populacional é de 72 hab/km². É a localidade mais populosa do condado de Sumter e a que, em 10 anos, teve o maior crescimento populacional do condado. Possui 4 464 residências, que resulta em uma densidade de 47,9 residências/km².